# People's Choice Awards 1988
La 14ª edizione dei People's Choice Awards, presentata da Carl Reiner, si è svolta il 13 marzo 1988 ed è stata trasmessa dalla CBS.
In seguito sono elencate le categorie. Il relativo vincitore è stato indicato in grassetto.

## Cinema

### Film drammatico preferito
- Attrazione fatale (Fatal Attraction), regia di Adrian Lyne

### Film commedia preferito
- Tre scapoli e un bebè (3 Men and a Baby), regia di Leonard Nimoy
- Un biglietto in due (Planes, Trains and Automobiles), regia di John Hughes
- Getta la mamma dal treno (Throw Momma from the Train), regia di Danny DeVito

### Attore cinematografico preferito
- Michael Douglas
- Eddie Murphy – Beverly Hills Cop II - Un piedipiatti a Beverly Hills II (Beverly Hills Cop II)
- Tom Selleck – Tre scapoli e un bebè (3 Men and a Baby)

### Attrice cinematografica preferita
- Glenn Close
- Meryl Streep
- Sigourney Weaver

### Star cinematografica preferita di tutti i tempi
- Clint Eastwood
- Jane Fonda
- Jack Nicholson
- Meryl Streep

## Televisione

### Serie televisiva drammatica preferita
- Avvocati a Los Angeles (L.A. Law)
- California (Knots Landing)
- Dynasty
- In famiglia e con gli amici (Thirtysomething)

### Serie televisiva commedia preferita
- I Robinson (The Cosby Show)

### Nuova serie televisiva drammatica preferita
- In famiglia e con gli amici (Thirtysomething)

### Nuova serie televisiva commedia preferita
- Gli amici di papà (Full House) (ex aequo)
- I miei due papà (My Two Dads) (ex aequo)
- Tutti al college (A Different World)

### Attore televisivo preferito
- Bill Cosby – I Robinson (The Cosby Show)
- Ted Danson – Cin cin (Cheers)
- Michael J. Fox – Casa Keaton (Family Ties)

### Attrice televisiva preferita
- Cybill Shepherd – Moonlighting
- Dolly Parton
- Phylicia Rashād – I Robinson (The Cosby Show)

### Attore preferito in una nuova serie televisiva
- John Ritter – Hooperman
- Ron Perlman – La bella e la bestia (Beauty and the Beast)
- Ken Wahl – Oltre la legge - L'informatore (Wiseguy)

### Attrice preferita in una nuova serie televisiva
- Dolly Parton

### Giovane interprete televisivo/a preferito/a
- Kirk Cameron – Genitori in blue jeans (Growing Pains) (ex aequo)
- Keshia Knight Pulliam – I Robinson (The Cosby Show) (ex aequo)
- Malcolm-Jamal Warner – I Robinson (The Cosby Show)

### Presentatore preferito di un talk show
- Oprah Winfrey – The Oprah Winfrey Show
- Johnny Carson – The Tonight Show Starring Johnny Carson
- Phil Donahue – The Phil Donahue Show

### Star televisiva preferita di tutti i tempi
- Bill Cosby
- Michael J. Fox
- Tom Selleck

## Musica

### Artista maschile preferito
- Kenny Rogers
- Michael Jackson
- Randy Travis

### Artista femminile preferita
- Whitney Houston
- Barbara Mandrell
- Dolly Parton

### Gruppo musicale preferito
- Bon Jovi

### Artista musicale preferito/a di tutti i tempi
- Barbra Streisand
- Kenny Rogers
- Frank Sinatra

### Cantante preferita di tutti i tempi
- Barbra Streisand

### Canzone preferita di tutti i tempi tratta da un film
- Lara's Theme, musica di Maurice Jarre – Il dottor Živago (Doctor Zhivago)

## Altri premi

### Intrattenitore preferito
- Bill Cosby

### Intrattenitrice preferita
- Dolly Parton
- Bette Midler
- Meryl Streep